# Błyszczyk karaibski
Błyszczyk karaibski (Peprilus paru) - gatunek ryby z rodziny żuwakowatych (Stromateidae).

## Występowanie
Zachodnie wybrzeże Atlantyku od płd. - wsch. USA na płn. po Rio de Janeiro w Brazylii na płd.; czasami notowany w Argentynie.
Gatunek pelagiczny. Żyje w dużych ławicach, w wodach przybrzeżnych: w zatokach, wokół wysp i na szelfie kontynentalnym, na głębokości 15 - 136 m (zwykle 50 - 70 m). Młode żyją w płytkich, przybrzeżnych wodach, często w słonawych ujściach rzek; spotykane są pod wodorostami a osobniki do 10 cm długości często również pod meduzami.

## Cechy morfologiczne
Osiąga średni 18 cm długości (max. 30 cm). Ciało zaokrąglone, bardzo wysokie (stosunek długości do wysokości 1/1,4 - 1/1,8), jednakowo mocno wygrzbiecone jak wybrzuszone, silnie bocznie spłaszczone. Linia boczna wysoko położona, biegnie równolegle do linii grzbietu. Pysk krótki i tępy.  Usta małe, sięgające do wysokości granicy oka. w szczękach kruche zęby, ułożone w jednym rzędzie, proste i spiczaste, te w szczęce górnej nieznacznie zakrzywione. Na pierwszej parze łuków skrzelowych 20 - 23 wyrostki filtracyjne: 5 -7 na górze i 13 - 16 na dole. Łuski małe, łatwo odpadające, obecne również na policzkach i postawach pionowych płetw. Pod płetwą grzbietową brak porów. Płetwy grzbietowa i odbytowa jednakowej długości, obie sierpowato wydłużone, ich najdłuższe promienie są dłuższe niż wysokość głowy; w płetwie grzbietowej 2 - 5 twardych i 38 - 47 miękkich promieni, w płetwie odbytowej 3 twarde i 35 - 45 miękkich promieni. Płetwa ogonowa sztywna, głęboko rozwidlona, oba jej płaty dłuższe niż głowa. Płetwy piersiowe wąskie, znacznie dłuższe niż głowa, z 21 promieniami; płetw brzusznych brak.
Ubarwienie grzbietowej części ciała blade, niebieskie bądź zielone, brzusznej srebrzyste ze złotym bądź żółtym odcieniem.

## Odżywianie
Żywi się głównie meduzami, niewielkimi rybami, skorupiakami i innymi niewielkimi bezkręgowcami, młode osobniki również planktonem. 
Jego głównymi wrogami są Lobotes surinamensis, skalnik prążkowany, tasergal, kulbiniec szary, Cynoscion guatucupa, solandra i pelamida.

## Znaczenie
Posiada mniejsze znaczenie w rybołówstwie. Łowiony głównie sieciami ciąganymi, również niewodami. sprzedawany świeży i mrożony. Jego mięso jest cenione.